# 品川邦汎
品川 邦汎 （しながわ くにひろ、1943年8月 - ）は、日本の農学者、岩手大学農学部名誉教授。サルモネラ菌、O157、カンピロバクターなど食中毒菌の専門家である。

## 来歴
1981年大阪府立大学より　農学博士。論文は「米飯類によるブドウ球菌食中毒の診断方法に関する研究」。 